# Сен-Пьер, Эсташ де
Эсташ де Сен-Пьер (фр. Eustache de Saint Pierre) — житель французского города Кале, прославившийся благодаря событиям осады города англичанами в 1346—1347 годах.

## Биография и события

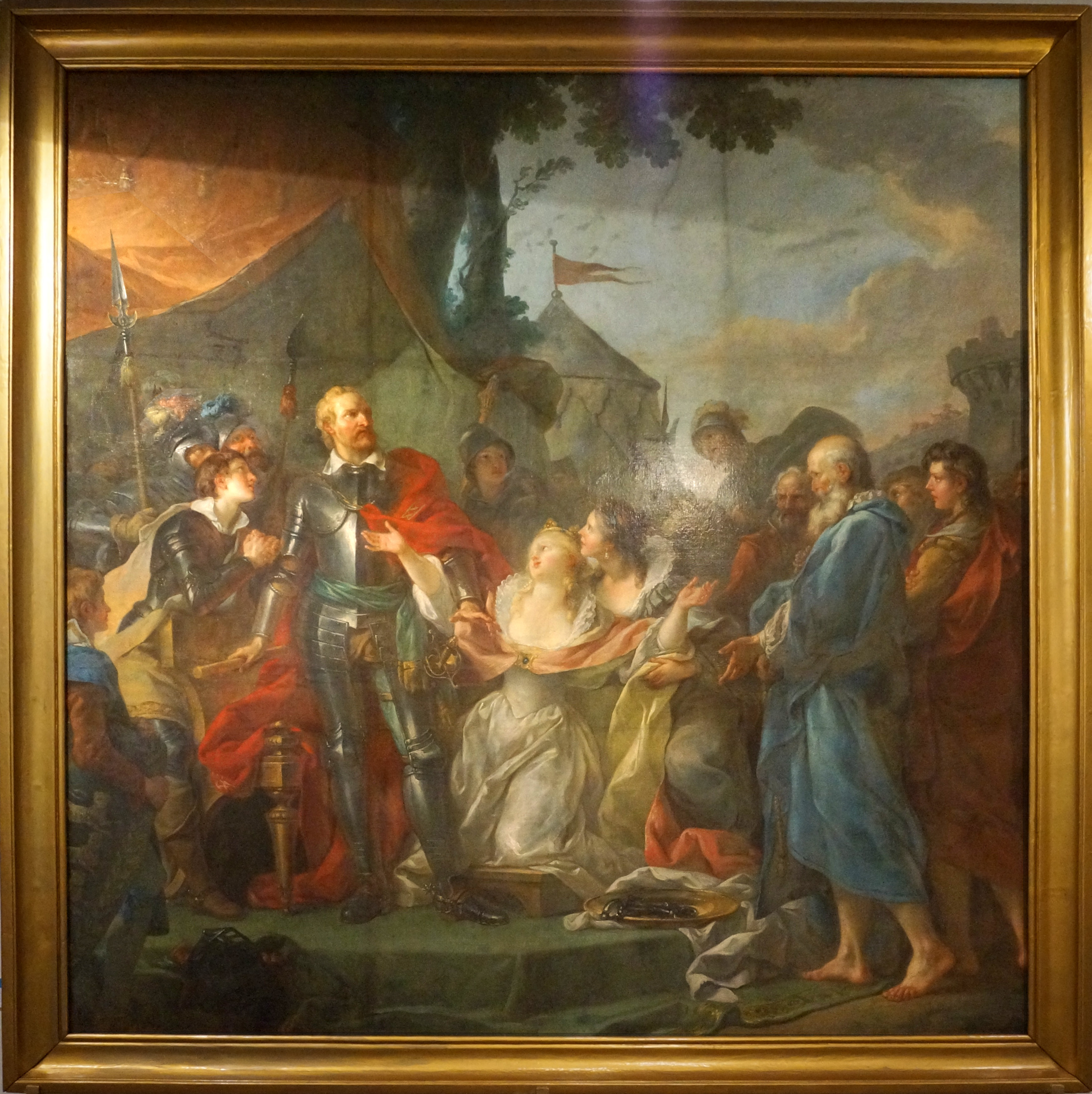
Граждане Кале перед королём Эдуардом. Художник Жан-Симон Бартелеми (1743—1811).

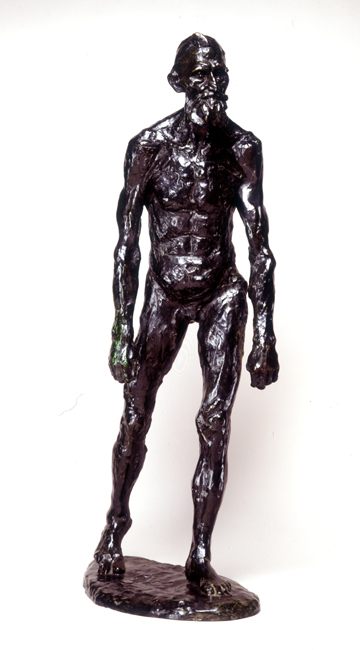
Эсташ де Сен-Пьер. Скульптура Огюста Родена. 1885-1886. Музей Соумайя, Мехико

О жизни Эсташа де Сен-Пьера известно немного, ясно лишь, что он был уважаемым жителем города Кале (мещанином, гражданином или бюргером в различных переводах). В 1346 году к Кале подступила английская армия, которая осаждала его почти год, пока у жителей не кончилось продовольствие. Исчерпав все возможности для дальнейшей обороны, гарнизон города начал переговоры о капитуляции. Тогда английский король Эдуард III потребовал, чтобы к нему добровольно явились шесть наиболее уважаемых жителей города, одетых в рубище, которых он казнит за их упрямство, и за этим последует прощение остальных.
Шесть граждан Кале во главе с Эсташем де Сен-Пьером добровольцами явились в английский лагерь, но были помилованы благодаря заступничеству королевы Филиппы, супруги короля.
После взятия города многие его жители были выселены и уступили место англичанам, которые владели Кале более двух столетий после этого. Но Эсташ де Сен-Пьер остался и даже получил ряд пожалований от английского короля. Находка свидетельствующих об этом документов в конце XVIII века породила спор о действительной роли Эсташа де Сен-Пьера, который к тому времени уже являлся символом героизма, самоотверженности и стойкости горожан.
Сегодня многие историки полагают, что в ситуации с шестью жителями Кале речь шла об унифицированном ритуале капитуляции: шесть богатых горожан, одетых в лохмотья, должны были ритуально вымолить у предводителя вражеской армии (в данном случае, у короля Эдуарда) пощаду для города и для себя. Смерть при этом им не угрожала (последнее утверждение, однако, представляется сомнительным).
В любом случае, Эсташ де Сен-Пьер продолжал почитаться жителями города. Истории шестерых граждан Кале был посвящён ряд миниатюр и картин начиная с эпохи Средневековья, а позднее городские власти заказали выдающемуся скульптору Огюсту Родену новаторский в художественном отношении памятник «Граждане Кале», центральной фигурой в котором стала фигура Эсташа де Сен-Пьера.